# Prélude tot Eleonores Oeuvre
Prélude tot Eleonores Oeuvre is een compositie voor harmonieorkest of fanfare van de Belgische componist Marcel De Boeck.